# Gaston VII van Béarn
Gaston VII van Béarn (circa 1225 — Sauveterre-de-Béarn, 26 april 1290) was van 1229 tot aan zijn dood burggraaf van Béarn. Hij behoorde tot het Huis Montcada.

## Levensloop
Gaston VII was de zoon van burggraaf Willem II van Béarn en diens echtgenote Gersenda, dochter van graaf Alfons II van Provence. In 1229 volgde hij zijn vader op als burggraaf van Béarn en Oloron en als heer van Montcada en Castelviel. 
Het oostelijke deel van Béarn grensde aan Guyenne, dat zich onder Engelse soevereiniteit bevond. Koning Hendrik III van Engeland wilde ook zijn suzereiniteit over Béarn laten gelden. Omdat de burggraven van Béarn traditioneel geallieerd waren aan de koning van Frankrijk, deed Gaston alles wat nodig was om Béarn te fortificeren. In 1242 maakte hij van Orthez de hoofdstad van Béarn, fortificeerde hij de stad Sauveterre-de-Béarn en creëerde hij nieuwe bastides zoals de stad Bellocq. 
Nadat hij zijn vazaliteit tegenover koning Hendrik III van Engeland had erkend, ging Gaston VII in open conflict tegen hem. Toen hij in grote moeilijkheden kwam, zocht hij zijn toevlucht tot het hof van koning Alfons X van Castilië. Kort nadien verzoende hij zich met Hendrik en keerde hij terug naar zijn landerijen. In 1248 kwam hij opnieuw in opstand tegen Hendrik III, waarna Gaston door Simon van Montfort, de graaf van Leicester verslagen en gevangengenomen werd. In 1250 werd hij terug vrijgelaten nadat hij beloofd had om voortaan rustig te blijven.
In 1276 veroorzaakte Gaston een groot schandaal door in opstand te komen tegen koning Eduard I van Engeland, waarna hij naar Londen moest komen om uitleg te verschaffen. Gaston VII werd gevangengezet in Winchester, waarna het burggraafschap Béarn door de Engelsen werd geannexeerd. Vier maanden later werd hij terug vrijgelaten en voortaan was hij een trouwe vazal tegenover Engeland. In 1279 kreeg hij terug het bezit over het burggraafschap Béarn.
Gaston VII stierf in 1290. Omdat hij geen zonen had, had hij zijn jongste dochter Guillemette tot erfgename aangesteld. Van zodra hij overleden was, werd het burggraafschap echter geannexeerd door zijn tweede dochter Margaretha en haar echtgenoot, graaf Rogier Bernard III van Foix.   

## Huwelijken en nakomelingen
Tussen 1245 en 1250 huwde hij met Martha van Matha (overleden tussen 1270 en 1273), burggravin van Marsan en dochter van Boso van Matha, heer van Cognac, en Petronella van Bigorre, gravin van Bigorre en burggravin van Marsan. Ze kregen vier dochters:
- Constance (circa 1241 - 1310), burggravin van Marsan en titulair gravin van Bigorre, huwde in 1260 met Alfons, zoon van koning Jacobus I van Aragón, in 1269 met Hendrik van Almain, zoon van Rooms-Duits koning Richard van Cornwall en in 1279 met graaf Aymon II van Genève
- Margaretha (1245/50 - 1319), burggravin van Béarn, huwde in 1267 met graaf Rogier Bernard III van Foix
- Martha (overleden in 1317), huwde in 1260 met graaf Gerold VI van Armagnac
- Guillemette (overleden in 1309), huwde in 1291 met Peter, zoon van koning Peter III van Aragón.

Op 2 april 1273 huwde Gaston met zijn tweede echtgenote Beatrix (1237-1310), vrouwe van Faucigny, dochter van graaf Peter II van Savoye en weduwe van dauphin Guigo VIII van Viennois. Het huwelijk bleef kinderloos.  